# Momoko Sakura
Momoko Sakura (ももこ さくら, Sakura, Momoko), née le 8 mai 1965 à Shizuoka dans la préfecture de Shizuoka et morte le 15 août 2018, est une mangaka. Elle est connue pour son œuvre Chibi Maruko-chan, qui s'inspire de son enfance et qui a rencontré un grand succès au Japon.

## Biographie
Miura Miki (三浦 美紀), connue sous le pseudonyme Momoko Sakura, est née le 8 mai 1965 à Shimizu (aujourd'hui Shizuoka) dans la préfecture de Shizuoka.
En 1984, elle publie son premier manga 教えてやるんだありがたく思え! dans le magazine Ribon Original (RIBONオリジナル) de Shūeisha alors qu'elle enseigne la littérature[réf. souhaitée] au Shizuoka Eiwa Gakuin University Junior College (静岡英和学院大学短期大学部).
Elle commence à publier en 1986 Chibi Maruko-chan (ちびまる子ちゃん) dans le magazine de prépublication Ribon et rencontre le succès avec son personnage principal, Maruko, une élève de primaire inspirée de l'enfance de l'auteure ; la série, pour laquelle elle reçoit le Prix du manga Kōdansha dans la catégorie Shōjo en 1989, est publiée à plus de 32 millions volumes. Lors de la diffusion sur Fuji TV en 1990, la série enregistre un taux record d'audience de 39,9 % ; le générique de l'anime Odoru Pompokolin (ja) (おどるポンポコリン) est vendu à plus de 1,64 million d'exemplaires et remporte plusieurs prix, dont le meilleur titre de l'année au 32nd Japan Record Awards (en). La série est diffusée dans plus de 60 pays, principalement en Asie.
Elle est morte[Où ?] le 15 août 2018  des suites d'un cancer du sein. Momoko Sakura n'a jamais communiqué de son vivant sur sa vie privée et on ne connait que son nom d'artiste,. Son vrai nom, est communiqué[Par qui ?] dans un article du 28 aout 2018[source insuffisante].

## Récompenses
- 1989 : Prix du manga Kōdansha dans la catégorie shōjo pour Chibi Maruko-chan.
- 2019 : Prix Spécial de l'Association des auteurs de bande dessinée japonais.

## Œuvre

### Manga
- 1984 : 教えてやるんだありがたく思え! (?)[2]
- 1986 : Chibi Maruko-chan (ちびまる子ちゃん?) ; 16 volumes[BU 1].
- 1991 : Chibi Maruko-chan - Oono-kun to Sugiyama-kun (ちびまる子ちゃん―大野君と杉山君?) ; 1 volume[BU 2].
- 1992 : Kami no Chikara (神のちから?) ; 1 volume[BU 3].
- 1994 : Coji-coji (コジコジ?)[5] ; 6 volumes (réédité plusieurs fois)[BU 4]. La série est adaptée en anime en 1997[5].
- 1995 : Nagasawa-kun (永沢君?) ; 1 volume[BU 5].
- 2007 : 4-Koma Chibi Maruko-chan (4コマ ちびまる子ちゃん?) ; 13 volumes[BU 6].
- 2013 : Tenko Mori!! Nagasawa-kun (てんこ盛り!!永沢君?) ; 1 volume[BU 7].
- 2015 : Chibi Maruko-chan - Kimi o Wasurenai yo (ちびまる子ちゃん キミを忘れないよ?) ; 1 volume[BU 8].

### Essais
- 1991 : Momomon no Kanme (もものかんづめ?)
- 1992 :Sukono shikke (さるのこしかけ?)
- 1993 : I wonder what they wanted (たいのおかしら?)

## Sources